# Gesällvandring

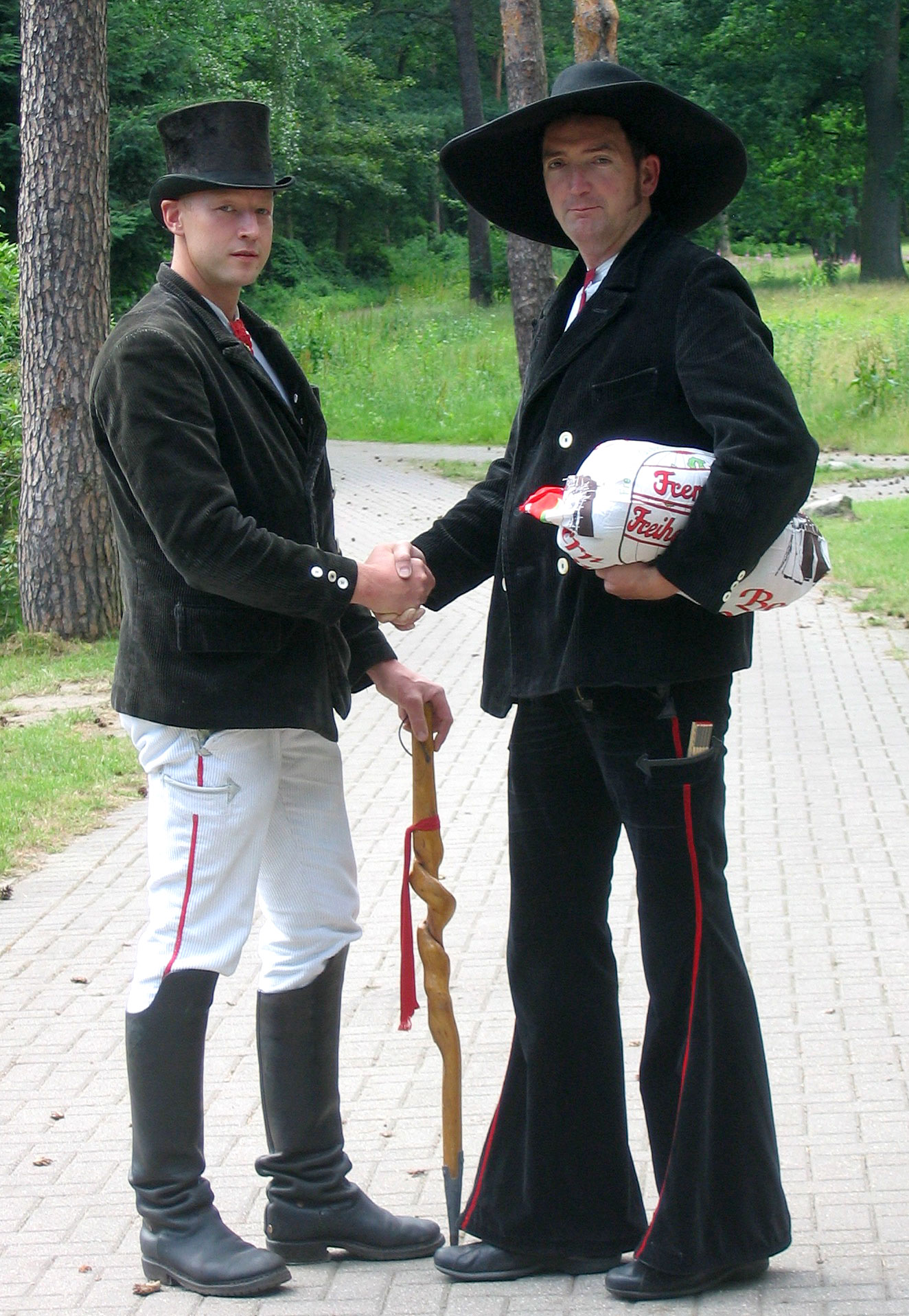
Tyska hantverksgesäller i en tysk förening för gesäller, 2006

Gesällvandring är en period, inklusive resor till fots, under vilken en gesäll förkovrar sig i sitt yrke genom att arbeta för olika mästare.
Gesällerna hade efter lärlingsperiodens slut och avlagt gesällprov utrustats med ett gesällbrev, motsvarande ett examensbevis. Gesällvandringen företogs av gesällerna såsom rörliga hantverkare, eller specialarbetare, efter läroperiodens avslutning, och förekom framför allt från senmedeltiden till början av industrialiseringen. Den var då en förutsättning för att uppnå ställning som mästare i ett skrå. Lärlingsutbildningen var förlagd hos en enskild mästare, och avsikten med gesällvandringen var för gesällen att göra sig förtrogen med andra och nya arbetsmetoder, andra orter, regioner och länder samt rent allmänt införskaffa livserfarenhet.  
Skråna höll ofta med enkel logi för gesällerna och förmedlade arbetstillfällen. Ofta bodde de i mästarens hushåll. Gesällerna var nästan alltid ogifta. Gesällvandringen varade normalt minst två år, men kunde ofta i praktiken vara hur länge som helst. En förutsättning för att kunna avsluta gesällvandringen var att bli mästare, och för det krävdes inte bara utan stadens skrå bedömde att det fanns utrymme för en hantverkare till inom yrket i staden. Det var därför vanligt att gesällen kunde avsluta sin gesällvandring när han fick möjlighet att gifta sig med en mästaränka och ta över den gamle mästarens verkstad.

## Ett exempel
Georg Haupts gesällvandring varade minst fyra år, eventuellt sex år. Han begav sig efter sin lärlingstid ut på gesällvandring med kamraten Christopher Fürloh (omkring 1740–efter 1767). Från senast juni 1763 var gesällerna i Amsterdam och kom under 1764 till Paris. Där antas att Haupt arbetade på bland andra Simon Oebens verkstad 1767. Han reste därifrån med sin vän Elias Martin till London senhösten 1767 eller tidigt 1768. I London har han troligen arbetat på John Linnells verkstad tillsammans med Christian Fürloh och kan ha etablerat sig som självständig ebenist, eftersom där fanns en större frihet för yrkesutövande än i Frankrike, eller i Sverige. I juli 1769 utnämndes han till hovsnickare i kung Adolf Fredriks hov i Stockholm.